# Historia de la medicina y la farmacia en Chile
Historia de la medicina y la farmacia en Chile (« Histoire de la médecine et de la pharmacie au Chili ») est une peinture murale réalisée en 1957 par l'artiste Julio Escámez pour l'ancienne pharmacie Farmacia Maluje, devenue Droguería Alemana, située au 676, rue Tucapel, dans la ville de Concepción. C'est l'une des œuvres les plus importantes de l'artiste.
L'œuvre est déclarée monument national du Chili, dans la catégorie des monuments historiques en 2015.

## Histoire

### La pharmacie Maluje
La farmacia Maluje est fondée dans la ville de Concepción en 1951 par la pharmacienne chilienne María Maluje David, descendante d'émigrants syriens. Au départ, la pharmacie est située à l'angle des rues Maipú et Tucapel, au no 676 de cette rue. Cependant, en 1957, en raison du succès de l'entreprise, María Maluje et son mari, l'avocat Luis Contreras, décident de construire un immeuble tout proche, dans la rue Tucapel, entre Freire et Maipú, afin de loger des appartements privés et de transférer l'entreprise dans ces nouveaux locaux.
Conçus par l'architecte Javier « Maco » Gutiérrez, les nouveaux locaux doivent dès le départ abriter une peinture murale visible de la rue. Pour cette raison, la pharmacie est construite avec une double hauteur et de grandes fenêtres donnant sur la rue.
Pendant plus de cinquante ans, la pharmacie fournit des soins homéopathiques. María Maluje prépare elle-même les médicaments, les contrôle et les prescrit aux patients qui viennent la consulter directement pour le traitement de leurs symptômes. Dans les cas où les patients ne peuvent pas la payer immédiatement, María leur fournit quand même les médicaments, leur permettant de la payer plus tard. D'un caractère fort mais aimable, selon ses propres patients, son moral décline après la disparition de son fils Carlos Contreras Maluje en 1976, trois ans après le début de la dictature militaire d'Augusto Pinochet.

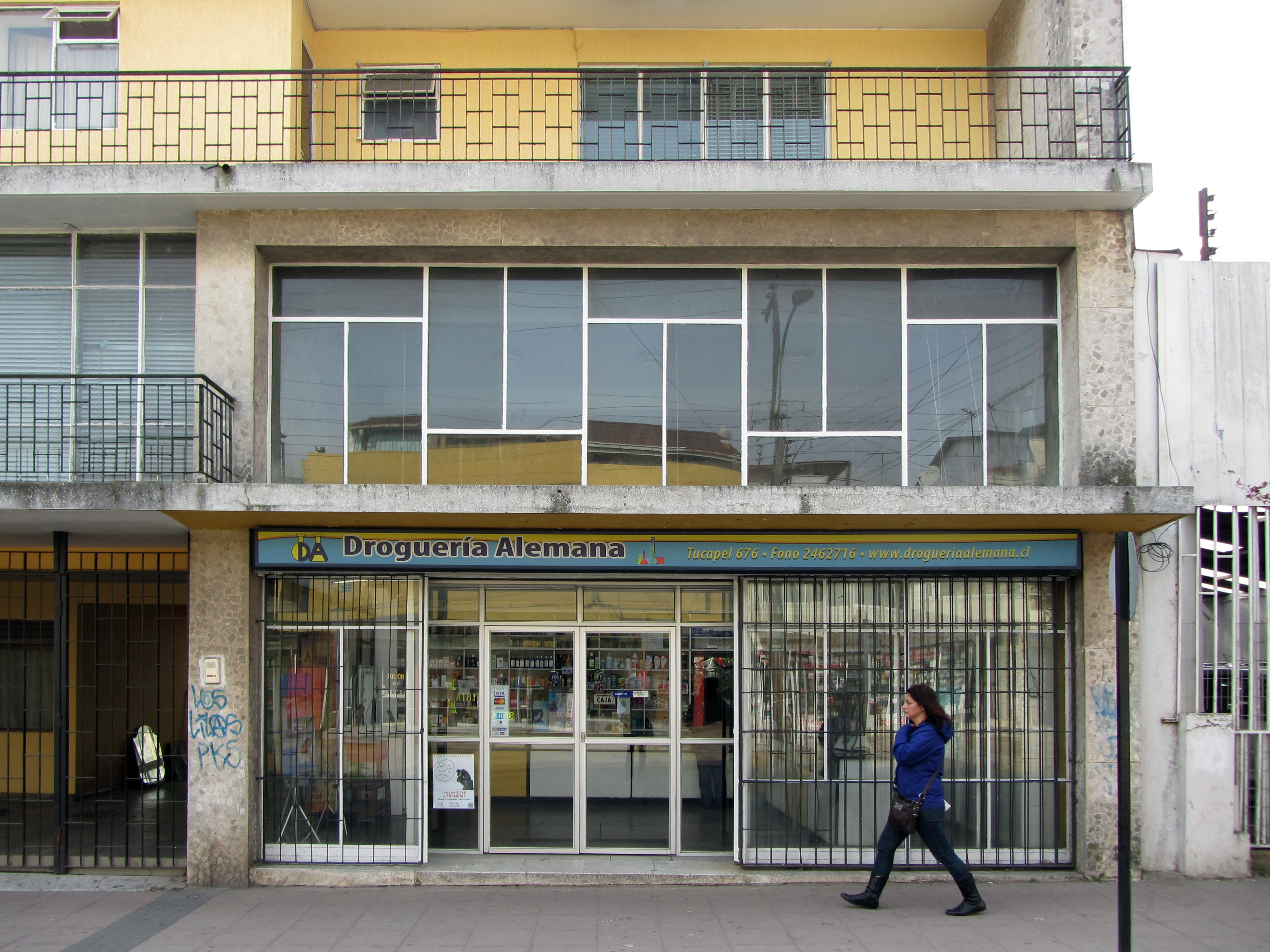
Extérieur de l'actuelle Droguería Alemana en 2012.

La pharmacie ferme finalement en février 2007, après cinquante-six ans d'activité ininterrompue, puis est remplacée par la Droguería Alemana.
Le 7 septembre 2012, l'auteur-compositeur-interprète chilien Manuel García (es) donne une représentation privée dans les locaux de la pharmacie à l'occasion du lancement du livre El parto de un siglo (« L'Accouchement d'un siècle ») de l'ingénieur et homme politique communiste Manuel Riesco Larraín (es). Les participants profitent de l'occasion pour prendre des photos et commenter la fresque murale, sous laquelle l'ensemble de l'événement se déroule.

### Commande de l'œuvre à Julio Escámez
Après le déménagement de la pharmacie Maluje en 1957 vers son emplacement actuel, María Maluje et son mari demandent à l'artiste Julio Escámez de réaliser une peinture murale sur les murs libérés à cet effet dans les locaux de l'établissement.
Escámez, qui est alors un peintre réputé dans la région et qui, depuis 1953, est le professeur de peinture murale de l'Institut d'art de l'université de Concepción, a commencé ses études de peinture à Concepción et a ensuite participé, en tant qu'assistant du muraliste et peintre Gregorio de la Fuente, à la prestigieuse peinture murale Historia de Concepción, située dans l'ancienne gare centrale de Concepción (es) (1943-1946).
Au moment où il accepte la proposition de réaliser la fresque, l'artiste vient de terminer ses études, grâce à une bourse, à l'Académie des beaux-arts de Florence. Ses études dans la ville italienne ont commencé en 1955, portant sur la technique de la fresque murale, en particulier les peintures des XIVe et XVIe siècles de Giotto et Piero della Francesca.
Pendant un mois, Escámez reçoit l'aide de l'artiste et menuisier Albino Echeverría, qui deviendra l'un des deux collaborateurs chiliens qui aideront le peintre mexicain Jorge González Camarena à réaliser la célèbre fresque Presencia de América Latina,.

## L'œuvre

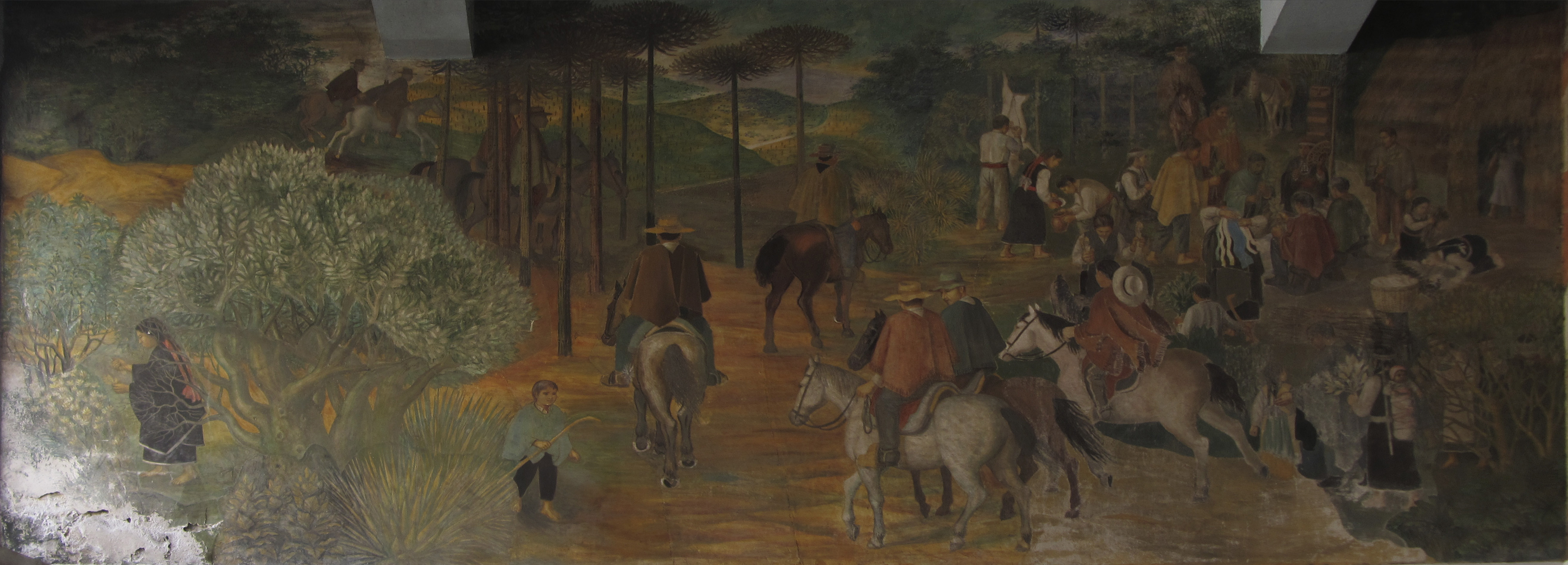
Mur gauche de la fresque : Homenaje a la medicina: la vacunación.
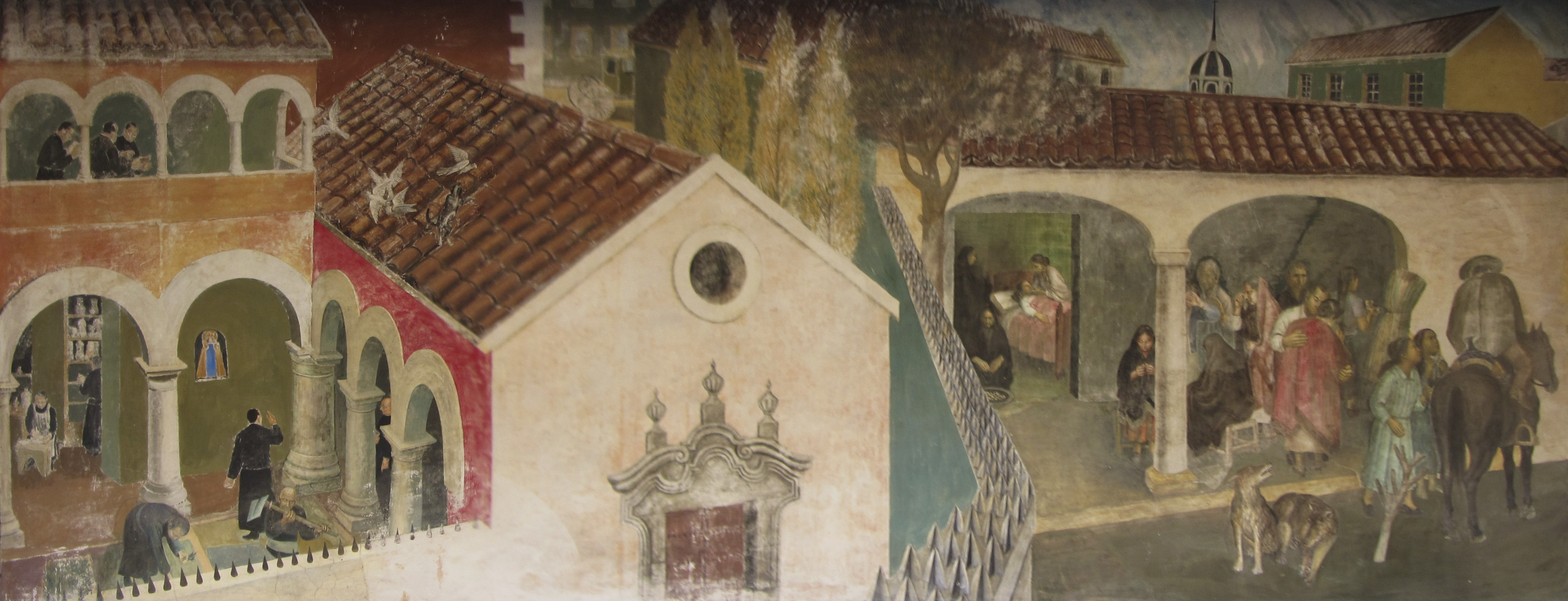
Mur central.
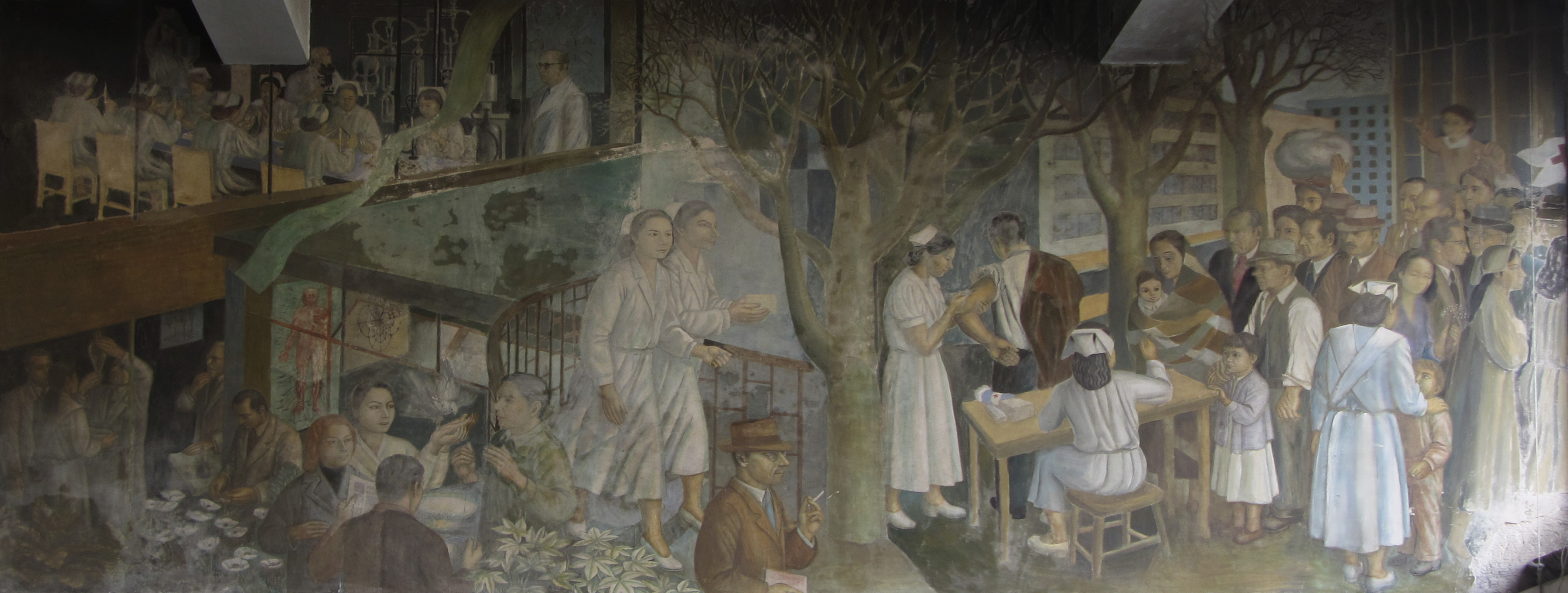
Mur droit : Homenaje a la medicina: medicina natural.

### Caractéristiques
La peinture murale s'inscrit dans la tradition du réalisme social (es) initiée dans la région par le peintre et muraliste chilien Gregorio de la Fuente, bien qu'elle soit dans ce cas moins symbolique que le travail habituel de De la Fuente, plus descriptive et anecdotique. Comme la célèbre fresque Historia de Concepción, elle est peinte selon la technique de la fresque, qui nécessite moins d'entretien que les autres techniques de peinture. Cette technique consiste à mélanger de la terre colorée à de l'eau pure, qui est ensuite appliquée sur un mélange de chaux et de sable. La peinture ainsi formée, elle doit être appliquée avec des pinceaux doux.

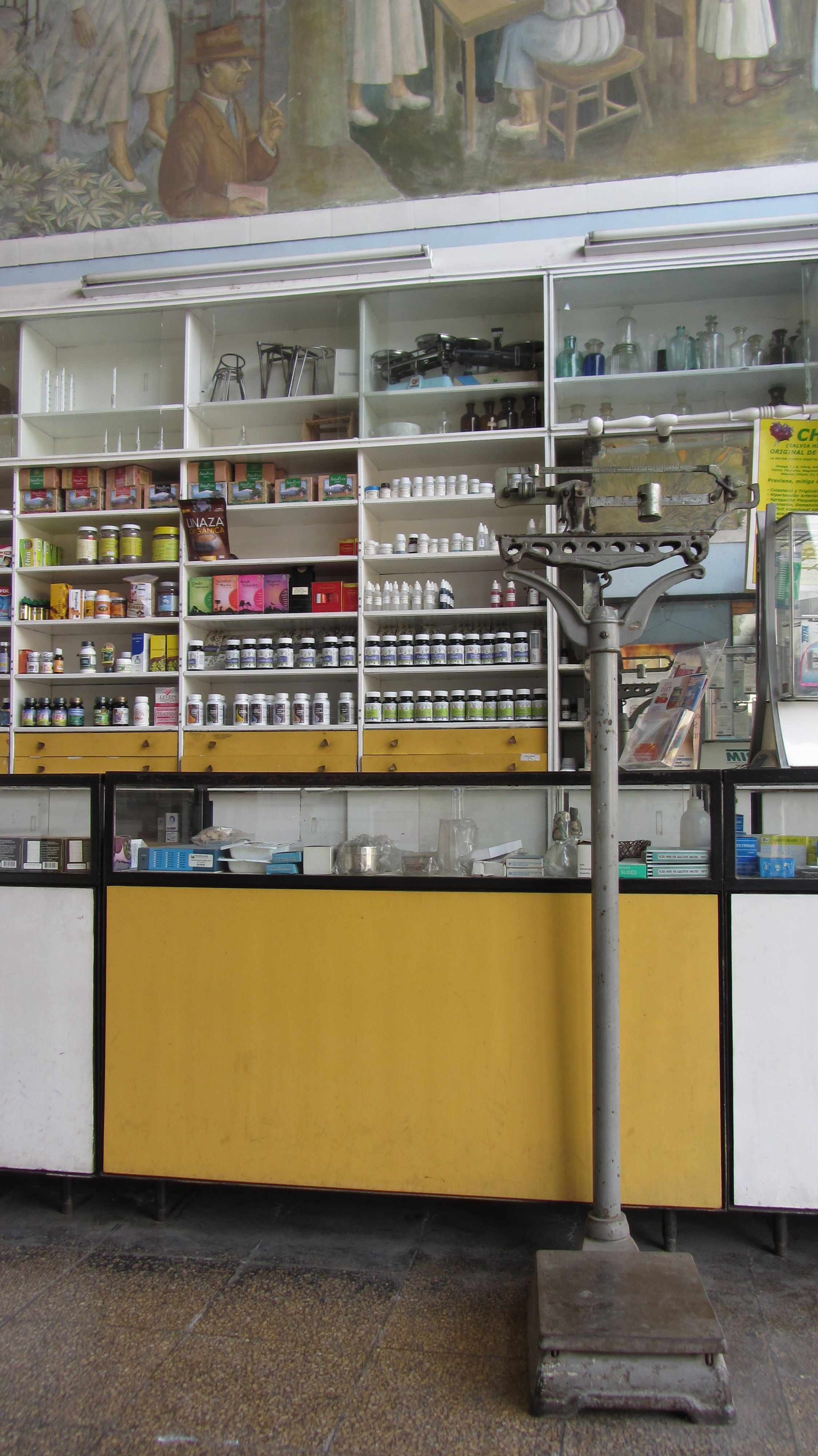
Intérieur de l'actuelle Droguería Alemana en 2012, où l'on voit la fresque au-dessus des étagères.

La fresque se compose de trois grandes sections, correspondant au côté gauche, au panneau central et au côté droit de la pharmacie, vus de l'entrée. Le fragment de gauche est également connu sous le nom d'Homenaje a la medicina: la vacunación (« Hommage à la médecine : la vaccination »), tandis que celui de droite est appelé Homenaje a la medicina: medicina natural (« Hommage à la médecine : la médecine naturelle »). Physiquement, l'œuvre est exposée au-dessus des étagères de la pharmacie et sa lecture suit un ordre chronologique, à lire de gauche à droite.
Comme dans le reste de la production de l'artiste, la présence du travail de la terre et des métiers marginaux est prépondérante.

### Interprétation
L'ensemble de la fresque symbolise les différentes étapes culturelles, sociales et temporelles de l'histoire de la médecine chilienne.
Le tableau de gauche est une idéalisation et une synthèse de la relation entre l'homme et la nature, dans laquelle il puise ce dont il a besoin pour sa santé et son bien-être dans un environnement rural. Elle commence par une femme mapuche cueillant des herbes médicinales près d'un boldo, à travers lequel le peintre dépeint les formes et les pratiques de guérison du peuple mapuche, ses coutumes et ses rituels de guérison. Vers le centre du tableau, un garçon muni d'un palín (es) observe plusieurs cavaliers qui se dirigent vers un groupe de Mapuches qui commencent un festin autour d'un feu de joie, se préparant au sacrifice d'un animal. Le tableau se poursuit avec un rehue (es), une sorte de totem utilisé par les Mapuches pour accomplir des cérémonies, et se termine par un groupe de rucas (es), leurs habitations traditionnelles faites de paille, de chusquea culeou et de troncs d'arbres.
La place centrale sert de transition entre le rural et l'urbain, où l'architecture humaine est en relation avec le paysage naturel. Les hauts murs de la figure représentent les frontières géographiques entre les nouvelles connaissances acquises à l'intérieur des bâtiments et les connaissances naturelles du monde indigène, qui continuent à se développer à l'extérieur. Le tableau est donc divisé en deux parties : celle de gauche, qui montre les méthodes sanitaires utilisées après la conquête du Chili pendant le Chili colonial, exercées par les prêtres à travers leur travail de purification, de monastère et de recherche typique de la vie de cloître ; et celle de droite, composée de paysans qui s'organisent pour aller à la recherche d'un médecin afin de soigner le malade couché au bout du couloir de la maison.

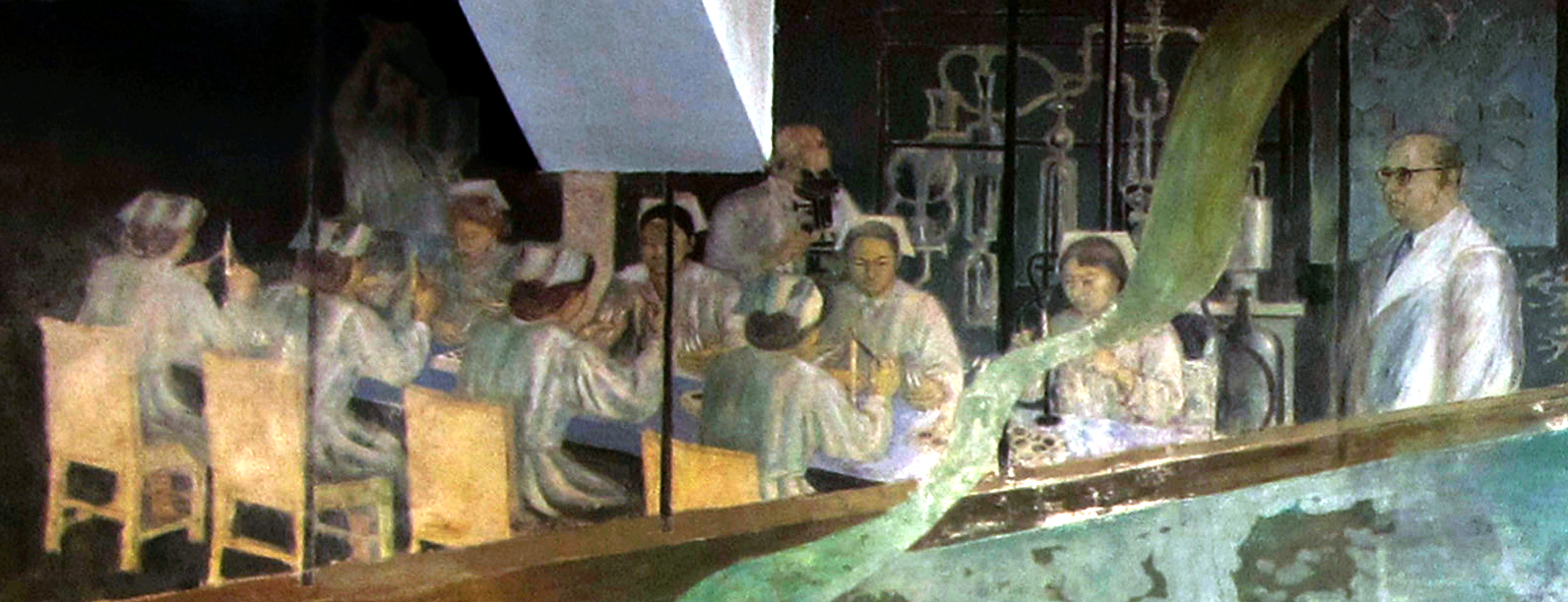
Détail de la fresque : Daniel Belmar donnant un cours dans un laboratoire de chimie.

Enfin, le tableau de droite est consacré à la médecine contemporaine, résultat de la relation entre l'enseignement, la recherche universitaire et le travail public. Le côté gauche du tableau montre des études scientifiques et des analyses de laboratoire, divisées en deux parties qui imitent les deux étages d'un bâtiment universitaire, depuis les fenêtres desquels on peut observer l'activité d'enseignement. Au premier étage, à côté d'une planche d'anatomie du corps humain, se trouve le médecin letton Alejandro Lipschutz, qui était universitaire à l'université de Concepción. Au premier étage, l'écrivain et chimiste-pharmacien Daniel Belmar (es) donne un cours dans un laboratoire de chimie. Le centre du tableau sert de transition vers l'extérieur, sur la droite, où l'œuvre se termine en montrant une séance de vaccination de femmes, d'hommes et d'enfants, réalisée par des infirmières. Ce tableau représente l'idéal d'Escámez d'un accès égal aux bénéfices de la santé obtenus par les processus d'éducation et de diffusion scientifique.
Dans l'ensemble de la fresque, une transition entre la médecine traditionnelle et les méthodes actuelles de la pharmacie est visible. En outre, elle présente une perspective pleine d'espoir, où la médecine urbaine et son développement universitaire assurent la survie du patient contemporain.

## Postérité
Immeuble de conservation historique (es) dans la catégorie « culturelle » jusqu'en 2015, elle est déclarée monument national du Chili, dans la catégorie des monuments historiques dans le décret no 370 du 1er décembre 2015.
Une reproduction photographique de l'ensemble de l'œuvre est conservée au Musée de la pharmacie du professeur César Leyton Caravagno, situé dans le Collège des chimistes pharmaceutiques, appartenant à la Faculté des sciences chimiques et pharmaceutiques de l'université du Chili, dans la ville de Santiago,.